# Tufão Gay (1989)
Tufão Gay, também conhecido como o Ciclone Kavali de 1989, foi um pequeno, mas poderoso ciclone tropical que causou mais de 800 mortes no Golfo da Tailândia e em redor deste, em novembro de 1989. Foi o pior tufão a afetar a Península Malaia em 35 anos, originou-se a partir de uma monção calha sobre o Golfo da Tailândia, no início de novembro. Devido às favoráveis condições atmosféricas, a tempestade rapidamente se intensificou, atingindo velocidades de ventos de mais de 120 km/h (75 mph) a 3 de novembro. Mais tarde nesse dia, Gay tornou-se o primeiro tufão desde 1891 a fazer o fenómeno de landfall na Tailândia, atingindo a Província de Cumphon com ventos de 185 km/h (115 mph). A pequena tempestade surgiu na Baía de Bengala e reorganizou-se gradualmente nos dias seguintes à medida que se aproximava do sudeste Índia. No dia 8 de novembro, Gay atingiu o seu pico de intensidade como um ciclone de Categoria 5–equivalente com ventos de 260 km/h (160 mph). O tufão, em seguida, mudou-se em terra perto de Kavali, Andra Pradexe. Uma vez em terra este enfraqueceu rapidamente, e Gay dissipou-se sobre Maharashtra no início do dia 10 de novembro.
O desenvolvimento rápido do tufão tomou centenas de navios no Golfo da Tailândia de surpresa, levando a 275 mortes no alto mar. Destes, 91 ocorreram após um navio de perfuração de petróleo, o Seacrest, naufragar no meio de swells de 6 a 11 metros (20 a 36 pés). Em toda a Península Malaia, 588 pessoas morreram de vários incidentes relacionados com a tempestade. Várias cidades costeiras na zona de Chumphon foram destruídas. Perdas em toda a Tailândia totalizaram ฿11 bilhões (US$497 milhões). Chegando à Índia como um poderoso ciclone, Gay danificou ou destruíu cerca de 20.000 casas no estado de Andra Pradexe, deixando 100.000 pessoas sem-abrigo. Nesse país, 69 mortes e ₹410 milhões (US$de 25,3 milhões) em danos foram atribuídos ao Gays.

## Meteorologia história
No início de novembro, umm cavado de monção sobre o Golfo da Tailândia mostrou sinais de ciclogénese tropical. Uma pequena área concentrada de convecção desenvolveu-se rapidamente através de uma área de baixa pressão dentro do poço, e a 2 de novembro, tornou-se suficientemente organizada para o Joint Typhoon Warning Center (JTWC) emitir um Tropical Cyclone Formation Alert. Devido ao seu pequeno tamanho, o sistema começou a foralecer-se no estreito golfo aproveitando as águas quentes e bom fluxo de saída. Movendo-se geralmente em direcção noroeste, tornou-se uma depressão tropical mais tarde nesse dia, e foi sofreu uma rápida intensificação. Com a recém-nomeada Tempestade Tropical Gay fortalecida, ele "apresentou um paradoxo para os meteorologistas", de acordo com o Tenente Dianne K. Crittenden; dados sinóticos da Malásia e Tailândia indicavam a diminuição da velocidade do vento e aumento da pressão barométrica em torno da tempestade, mas estas observações foram posteriormente interpretado como um aumento de subsidência.
Fortalecendo mais rápido que o previsto, o Gay atingiu o nível de tufão no início do dia 3 de novembro. Mais tarde naquele dia, a tempestade desenvolveu um olho antes de passar sobre o Seacrest, um navio de perfuração de petróleo. A 4 de novembro, o vento do Gay aumentou a 185 km/h e 115 km / h), equivalente a um furacão de Categoria 3 na escala de Saffir–Simpson, antes de fazer landfall em na Província de Chumphon, Tailândia, às 0600 horas UTC. A Agência Meteorológica do Japão avaliou que a tempestade tinha dez minutos de ventos sustentados de 140 km/h (85 mph) e uma pressão de 960 mbar (hPa; 28.35 inHg). Atravessando o Istmo de Kra, Gay enfraqueceu para o mínimo do nível de tufão, quando entrou na Baía de Bengala. De acordo com a Departamento de Meteorologia da Índia, Gay foi o primeiro tufão desde 1891 a formar-se no Golfo da Tailândia e entrar na Baía de Bengala. Devido a um cume ao norte, Gay manteve a sua direcção de oeste-noroeste para noroeste nos próximos quatro dias. A tempestade gradualmente fortaleceu-se novamente devido a mover-se por uma área de baixo cisalhamento do vento e de águas mornas; no entanto, este foi limitado por restrições do fluxo de saída do ciclone. No início do dia 6 de novembro, Gay passou perto do Mar de Ilhas como uma Categoria 2-equivalente ciclone.
Depois de mudar pouco em intensidade para tanto, de 6 de novembro, Gay fortalecidos, como o cume para o seu norte intensificou-se e o anterior restrições para a sua vazão diminuída. A tempestade mudou-se para oeste, através de um pequeno de busca de águas mais quentes, alimentando o processo de intensificação nos próximos 42 horas. Com base em estimativas fornecidas através do uso de Dvorak técnica, o JTWC avaliado Gay ter atingido o seu pico de intensidade, como uma Categoria 5-equivalente ciclone com ventos de 260 km/h (160 km / h) no início de novembro, 8. Todo esse tempo, o IMD estimado que a tempestade tinha três minutos ventos sustentados de 240 km/h (145 km / h), classificando Gay como um moderno-dia Super Tempestade Ciclônica. Além disso, a agência estimou o ciclone central, pressão de ter diminuído de 930 mbar (hPa; 27.46 inHg). Por Volta de 1800 UTC, Gay desabou, mais de uma área pouco povoada perto de Kavali, na Índia, no estado de Andhra Pradesh. Ao chegar em terra, tempestade do olho foi de cerca de 20 km (12 milhas) de largura, com ventos fortes dentro 95 km (60 milhas) do centro. Agora sobre a terra, Gays deixaram de ter acesso a águas quentes, fazendo com que a enfraquecer-se para uma tempestade tropical com menos de 12 horas após o landfall. A tempestade continuou a deteriorar-se enquanto se movendo em toda a Índia, antes que seja completamente dissipada através de Maharashtra, na índia, no dia 10 de novembro.

## Impacto e consequências

### Golfo da Tailândia
A mais poderosa tempestade de afectar o Golfo da Tailândia em mais de 35 anos, Gay produzido Predefinição:Convert/– de ondulações que pegou muitos navios na região fora de guarda, No mínimo, 16 navios estavam desaparecidas até 5 de novembro, incluindo a 106 m (350 pé) Unocal Corporation de perfuração de petróleo do navio Seacrest. de Acordo com os sobreviventes, a embarcação recebeu nenhum aviso de que o desenvolvimento de tufão. Apenas quando todos os membros da tripulação estavam prestes a abandonar o navio, o olho do Tufão Gay passou. Os ventos oscilaram violentamente e mudou de direção, impedindo que o navio restante estabilizado, apesar de estar seguro dentro de limites operacionais. A embarcação virou abruptamente com todos os 97 tripulantes a bordo durante as horas durante a noite de 3 de novembro, antes de qualquer experiência de vida que barcos poderia ser implantado. Inicial tentativas de recuperação em 4 de novembro, foram prejudicados pelo mar agitado. Dois dias após o naufrágio, quatro navios de resgate e dois helicópteros na região estavam à procura de sobreviventes; quatro pessoas foram resgatadas dos destroços, em 6 de novembro. Mergulhadores da Marinha Tailandesa foram enviados para procurar a embarcação naufragou por qualquer pessoa presa lá dentro. Da tripulação, apenas seis sobreviveram; 25 corpos foram recuperados, e os restantes 66 membros estavam mortos. Perdas do naufrágio do Seacrest totalizaram us $40 milhões. Outro de 20 de carga e navios de pesca afundou durante uma tempestade, resultando em 140 mortes.

### Tailândia
Impressionante, Tailândia com força sem precedentes, Tufão Gay causou danos em muitas de suas províncias. Áreas entre Chumphon e Rayong Províncias foram severamente afetadas pelas chuvas, ventos fortes e grandes swells. Quantidades de Precipitação atingiu o Chumphon, onde 7,64 polegadas (194 mm) caiu durante o ciclone passagem.[22] Generalizada perturbação da comunicação e da eletricidade ocorreu na maioria das áreas do sul de Bangkok; muitas famílias ficaram sem energia por semanas. Danificar marais arrancadas muitas árvores e postes de energia e derrubou casas de madeira construídas sobre palafitas. Agravado pelo desmatamento, as enchentes desencadeada pela tempestade danificou ou destruiu milhares de casas e causou pelo menos 365 mortes. Várias cidades e vilas em Chumphon província devastada, e uma das povoações destruídas "parecia que tinha sido bombardeado" de acordo com o Bangkok Post. bairros Inteiros foram supostamente "achatado" dentro de Chumphon e Prachuap Khiri Khan províncias. O tufão destruiu muitas escolas em Chumphon e Surat Thani Províncias, muitos dos quais foram construídos de madeira. Todas as estruturas de perto o caminho da tempestade tinham suas janelas e portas soprado para fora, e alguns edifícios de vários andares perderam seus andares superiores. Algumas escolas construídas de concreto armado sustentado pouco dano. Mais de 1.000 estradas e 194 pontes foram danificadas ou lavados. Na altura das enchentes, mais de 250.000 hectares (618,000 acres) de terra estava coberta com água. em terra, 558 mortes foram atribuídas à tempestade, e 44, teve lugar offshore. em Toda a Tailândia, cerca de 47.000 casas foram danificadas ou destruídas, e mais de 200.000 pessoas foram afetadas, das quais cerca de 153,000 ficaram desabrigadas. perdas Monetárias chegou a 11 bilhões de baht (US$456.5 milhões), ranking Gay como um dos mais caros desastres na história do país.
Dentro de uma semana da passagem da tempestade, o Governo da Tailândia começou a distribuir bens de ajuda humanitária para residentes em todo o províncias afetadas. Apesar do esforço por parte do governo, de 2500 pessoas de Pa Thiew e Tha Sae demonstrado para obter mais intensiva e ajuda no dia 9 de novembro. Esses protestos foram logo dispersados. após considerável de críticas por minimizando o impacto do tufão, o Primeiro-Ministro Chatichai Choonhavan atrasada sua visita aos Estados Unidos para supervisionar os esforços de socorro. em novembro 15, os Estados Unidos se comprometeu a doar US$25.000 para as operações de recuperação. Telefone de ligação foi restaurado a partir de Bangkok para Prachuap Khiri Khan, por esse tempo; no entanto, as áreas mais ao sul permaneceu desligado. Geradores foram trazidos para manter os hospitais e escritórios do governo em execução, pois muito de Chumphon Província permaneceu sem energia elétrica por mais de duas semanas. Como a escala de danos tornou-se mais aparente, um pedido de ajuda internacional foi feita em 17 de novembro para as Nações Unidas, Organização de Socorro. Após o anúncio do pedido, seis países comprometeram-se a fornecer cerca de US$510,000 em fundos coletivamente. da Agricultura na Província de Surat Thani foi severamente afetada pelo tufão a longo-prazo. Nos quatro anos seguintes Tufão Gay, uso da terra para hortas, de borracha, e plantações de palmeiras de óleo diminuiu de 33.32  % para 30.53  % . Além disso, o arroz paddy cobertura diminuiu de 22.96 por cento, para 13.03  % .
Após a tempestade de pesquisas, foi determinado que a maioria dos severamente danificado escolas foram construídas inadequadamente e os andares mais altos não foram projetados para suportar tufão-a força dos ventos. De acordo com os códigos de construção na Tailândia, as estruturas são obrigatórios para ser capaz de suportar até 120 kgf/m2 de pressão de ventos. Nos anos seguintes, o tufão, estudos realizados por engenheiros foram realizadas nas regiões mais atingidas para determinar a melhor forma de reconstruir estruturas no país. Com muitas das estruturas destruídas sendo construído a partir de madeira, estruturas de concreto armado foram a substituição sugerida. Os novos edifícios podem durar até 50 anos com construção adequada; no entanto, o sub-padrão de construção resultaria em uma necessidade de reparos dentro do prazo de cinco anos.

### Índia
Depois de atravessar a Península Malaia, Tufão Gay mudou-se com o Andaman Islands em novembro 6. Como uma medida de precaução, todos com ar e do tráfego marítimo, foram suspensos para a região. Ventos superiores a 120 km/h (75 mph) agredidas Norte da Ilha Andaman, fazendo com que duas estruturas de colapso. alguns dias antes do Tufão Gay fez landfall, funcionários em Andhra Pradesh começou a evacuação de cerca de 50.000 moradores ao longo da costa e estoques de bens de ajuda humanitária. Algumas pessoas foram forçadas a deixar vulneráveis locais em Visakhapatnam e Srikakulam distritos. Local meteorologistas advertiram que a tempestade era comparável a um ciclone, em 1977, que matou mais de 10.000 pessoas. Impressionante o litoral sul do estado de Andhra Pradesh, Tufão Gay produzido rajadas de vento estimada em 320 km/h (200 mph). Ao Longo da costa, uma tempestade de 3,5 m (11 pé) inundadas áreas de até 3 km (1,9 mi) do interior, lavando numerosas estruturas. a Cerca de 20 km (12 mi) fora de Kavali, 91 m (300 pé) de altura, em aço treliçadas micro-ondas torre desmoronou depois de experimentar ventos estimado em 142 km/h (88 mph). Transporte e comunicação de toda a região foi interrompido e 20.000 casas foram destruídas ou danificadas, deixando pelo menos 100.000 pessoas sem-abrigo. Quase toda estrutura em Annagaripalem foram severamente danificadas ou destruídas. Ventos, de 25 de pescadores afogou perto de Machilipatnam após ignorando os avisos de voltar ao porto. Em Todo estado de Andhra Pradesh, 69 mortes e 7008410000000000000♠₹410 milhões (7007252700000000000♠US$de 25,3 milhões de euros) a pena de dano foi atribuída a Tufão Gay. Nos meses após a tempestade, abrigos de concreto foram construídas para abrigar as pessoas deslocadas.